# Грабовик (Фојница)
Грабовик је насељено место у Босни и Херцеговини у општини Фојница. Административно припада Федерацији Босне и Херцеговине, односно њеном Средњобосанском кантону. Према попису становништва из 2013. у насељу је било 67 становника, а већинску популацију у насељу чинили су Бошњаци.

## Становништво
По последњем службеном попису становништва из 2013. године у насељу је живело 67 становника, а село је било етнички хомогено са већинском бошњачком популацијом.
| Националност | 2013. | 1991.        | 1981.        | 1971.        |
| Бошњаци      | —     | 126 (100,0%) | 198 (99,50%) | 208 (100,0%) |
| остали       | —     | 0            | 1 (0,50%)    | 0            |
| Укупно       | 67    | 126          | 199          | 208          |